# Pelai Negre i Pastell
Pelagi Negre i Pastell (Castelló d'Empúries, Alt Empordà, 1895 - Girona, 1984) va ser un polític i historiador català, Doctorat en Dret.
Fou membre de la Lliga i del 1925 al 1936 presidí el Sindicat Centre Agrícola i Social de Castelló d'Empúries. Es dedicà a la investigació en el camp de la genealogia i l'estudi dels principals casals nobiliaris de Girona. Va col·laborar molt activament amb l'Institut d'Estudis Gironins.
A Pelai Negre li preocupava molt la qüestió de l'origen dels grans patrimonis rurals per tal de legitimar-los enfront dels atacs ideològics adreçats contra la propietat. En la seva tesi doctoral va sostenir un esquema lineal que accentuava l'origen medieval pagès dels grans patrimonis contemporanis de la Diòcesi de Girona i el seu creixement a través d'unions matrimonials.

## Obra
- Evolución del régimen de propiedad en Cataluña, singularmente en la diócesis de Gerona (1921) (tesi doctoral)
- El linaje de Requesens (1955)
- Divisiones territoriales y jerarquía nobiliaria en las comarcas gerundenses en la época medieval (1955)
- Els primers vescomtes de Rocabertí (1968-1969)